# Lucas Blondel
Lucas Blondel (Buenos Aires, Argentina, 14 de septiembre de 1996) es un futbolista suizo-argentino. Juega de defensor y su equipo es Club Atlético Boca Juniors de la Primera División de Argentina. Es internacional con la selección de Suiza desde 2025.

## Biografía
Nacido el 14 de septiembre de 1996 en la Ciudad de Buenos Aires, tiene también la nacionalidad suiza por su papá, Jean-Yves Blondel, un extenista oriundo de Rechy (cantón del Valais, Suiza), que fue 546° del ranking ATP en 1987.

## Trayectoria

### Atlético de Rafaela
Blondel debutó como profesional el 2 de junio de 2016, en el empate 2-2 entre Atlético de Rafaela y Ferro Carril Oeste, ingresando en la Crema a los 40 minutos del segundo tiempo por Nelson Benítez.
Sería parte del plantel que sufrió el descenso del conjunto santafesino en 2017, jugando en el campeonato 7 partidos.
Ya en el primer año en la Primera B Nacional, convirtió su primer gol. Ocurrió ante Ferro Carril Oeste en la victoria por 2 a 0 sobre el club porteño, jugado el 18 de febrero de 2018. En 4 años, Blondel jugó 77 partidos y convirtió 5 goles.

### Tigre
Sus buenas campañas lograron que Tigre comprara el 70% de su pase en una cifra cercana a los 300 mil dólares. Debutó en el Matador el 22 de marzo de 2021 en la goleada por 3 a 0 ante Deportivo Riestra. Ingresó a falta de 20 minutos por Gabriel Compagnucci. Convirtió su primer gol el 10 de junio, cuando marcó el gol que le dio la victoria a Tigre sobre Estudiantes por 2 a 1.
Fue parte importante del plantel campeón de la temporada 2021 de la Primera Nacional. Disputó 28 de los 33 encuentros del campeonato.

### Boca Juniors
En julio de 2023 fue incorporado por Boca Juniors por 1,8 millones de dólares. Blondel firmó un contrato por cuatro años (hasta 2027).El 10 de septiembre de ese año anotó su primer gol con la camiseta de Boca, fue en el 2-2 frente a Almagro, por instancias de la Copa Argentina 2023.
El 10 de marzo de 2024 marcó su cuarto gol con Boca frente a Racing Club definiendo con una volea desde fuera del área. En ese mismo año, siendo titular indiscutido en el plantel, Blondel sufrió la rotura de los ligamentos cruzados, lo que le demandó 8 meses de recuperación. En enero de 2025, retomó el entrenamiento con el plantel profesional y empezó a estar a disposición de Fernando Gago, y jugó el amistoso de Boca frente a E. C Juventude.

## Selección nacional

### Absoluta
Es internacional absoluto con la selección de fútbol de Suiza. Debutó el 21 de marzo de 2025 con la dorsal número 2 en un amistoso ante Irlanda del Norte que finalizó en empate 1 a 1 ingresando los últimos 26 minutos de partido por Isaac Schmidt. El 7 de junio, convirtió su primera asistencia en un encuentro frente a México en la que Suiza ganó 4-2.

## Estadísticas

### Clubes
- Actualizado hasta el 19 de mayo de 2025.

| A. M. S y D. Atlético de Rafaela Argentina | 1.ª                 | 2016                | —   | — | 1  | 0 | — | — | 1   | 0  |
| A. M. S y D. Atlético de Rafaela Argentina | 1.ª                 | 2016-17             | 7   | 0 | 2  | 0 | — | — | 9   | 0  |
| A. M. S y D. Atlético de Rafaela Argentina | 2.ª                 | 2017-18             | 22  | 1 | 2  | 0 | — | — | 24  | 1  |
| A. M. S y D. Atlético de Rafaela Argentina | 2.ª                 | 2018-19             | 14  | 0 | 1  | 0 | — | — | 15  | 0  |
| A. M. S y D. Atlético de Rafaela Argentina | 2.ª                 | 2019-20             | 19  | 3 | —  | — | — | — | 19  | 3  |
| A. M. S y D. Atlético de Rafaela Argentina | 2.ª                 | 2020                | 10  | 1 | —  | — | — | — | 10  | 1  |
| A. M. S y D. Atlético de Rafaela Argentina | Total club          | Total club          | 72  | 5 | 6  | 0 | — | — | 78  | 5  |
| C. A. Tigre Argentina | 2.ª                 | 2021                | 28  | 3 | 4  | 0 | — | — | 32  | 3  |
| C. A. Tigre Argentina | 1.ª                 | 2022                | 26  | 1 | 18 | 3 | — | — | 44  | 4  |
| C. A. Tigre Argentina | 1.ª                 | 2023                | 19  | 0 | —  | — | 5 | 1 | 24  | 1  |
| C. A. Tigre Argentina | Total club          | Total club          | 73  | 4 | 22 | 3 | 5 | 1 | 100 | 8  |
| C. A. Boca Juniors Argentina | 1.ª                 | 2023                | —   | — | 10 | 2 | — | — | 10  | 2  |
| C. A. Boca Juniors Argentina | 1.ª                 | 2024                | _   | _ | 9  | 2 | _ | _ | 9   | 2  |
| C. A. Boca Juniors Argentina | 1.ª                 | 2025                | 11  | 0 | 0  | 0 | 1 | 0 | 12  | 0  |
| C. A. Boca Juniors Argentina | Total club          | Total club          | 11  | 0 | 19 | 4 | 1 | 0 | 31  | 4  |
| Total en su carrera | Total en su carrera | Total en su carrera | 156 | 9 | 47 | 7 | 6 | 1 | 209 | 17 |
| (1) Las copas nacionales se refiere a la Copa Argentina y a la Copa de la Liga Profesional. (2) Las copas internacionales se refiere a la Copa Libertadores y a la Copa Sudamericana. (3) Media de goles por encuentro. No incluye goles en partidos amistosos. |                     |                     |     |   |    |   |   |   |     |    |

## Palmarés

### Campeonatos nacionales
| Título           | Equipo      | País      | Año  |
| ---------------- | ----------- | --------- | ---- |
| Primera Nacional | C. A. Tigre | Argentina | 2021 |